# Tom Pelphrey
Thomas J. 'Tom' Pelphrey (Howell Township (New Jersey), 28 juli 1982) is een Amerikaans acteur.
Pelphrey is het bekendst van zijn rol van Jonathan Randall in de televisieserie Guiding Light, waar hij in 168 afleveringen speelde (2003-2009).

## Biografie
Na zijn highschooltijd, die hij in 2000 afsloot, studeerde Pelphrey aan de Rutgers-universiteit in New Brunswick (New Jersey), waar hij in 2004 de graad van Bachelor of Fine Arts behaalde.

## Prijzen
Pelphrey kreeg voor zijn rol in Guiding Light in 2005 en 2007 een nominatie voor een Daytime Emmy Award, in 2006 en 2008 won hij deze prijs in de categorie Uitstekende Jonge Acteur in een Dramaserie.

## Filmografie

### Films
Uitgezonderd korte films.
- 2022 American Murderer - als Jason Derek Brown
- 2022 She Said - als Vadim 'Jim' Rutman
- 2022 Jill - als Ted
- 2020 Mank - als Joe Mankiewicz
- 2019 Crazy Alien - als John Stockton
- 2017 Sam - als Stephen
- 2015 Blink - als acteur
- 2015 Lucky Number – als Bret Reynolds
- 2015 The Girl Is in Trouble – als Eric
- 2015 Anchors - als Denny
- 2014 A Cry from Within - als Carl
- 2013 Tiger Lily Road – als Ricky Harden
- 2012 Junction - als David
- 2012 Excuse Me for Living – als Dan
- 2008 Birds of America – als lifter

### Televisieseries
Uitgezonderd eenmalige gastrollen.
- 2022-2024 Outer Range - als Perry Abbott - 14 afl.
- 2024 A Man in Full - als Raymond Peepgrass - 6 afl.
- 2023 Love & Death - als Don Crowder - 7 afl.
- 2020-2022 Ozark – als Ben Davis – 11 afl.
- 2017-2018 Iron Fist - als Ward Meachum - 21 afl.
- 2015-2016 Banshee - als Kurt Bunker - 15 afl.
- 2009-2010 As the World Turns – als Mick Dante – 26 afl.
- 2003-2009 Guiding Light – als Jonathan Randall – 168 afl.

### Computerspellen
- 2011 Homefront - als Connor Morgan